# Neptosternus taprobanicus
Neptosternus taprobanicus är en skalbaggsart som beskrevs av Sharp 1890. Neptosternus taprobanicus ingår i släktet Neptosternus och familjen dykare. Inga underarter finns listade i Catalogue of Life.